# Isildurs Bane
Isildurs Bane est un groupe suédois de rock progressif. 

## Historique
Les premières œuvres du groupe étaient initialement situées dans la veine du rock progressif et symphonique à la Camel, accompagnée par une transition en douceur vers le jazz rock et des éléments électriques et acoustiques combinés aux chants suédois. Quatre membres fondateurs, issue de la formation de 1976, âgé entre 15 et 19 ans, sont issus du groupe Amsaga. Le nom du groupe, Isildurs Bane, est l'un des noms du « précieux »  en suédois et en anglais dans Le Seigneur des Anneaux de J.R.R. Tolkien.
Le premier grand changement de formation s'effectue avec la publication de Cheval-Volonté de Rocher en 1989. Le claviériste Mats Johansson revient au sein du groupe qui compose désormais des morceaux largement instrumentaux, enregistrées en collaboration avec un orchestre, s'inspirant des influences classiques et contemporaines. Sur les albums suivants, ce style est affiné. 
En 1997, le projet MIND prend forme, et englobe cinq albums du groupe (cinq volets). Il s'agit d'une abréviation signifiant Music Investigating New Dimensions, et les albums sous ce titre varient grandement : MIND Vol. 1 est un album studio de musique de chambre, alors que le deuxième album de la série, MIND Vol. 2, se caractérise par des morceaux live enregistrés avec un grand orchestre symphonique, pour une durée totale de 155 minutes. Le troisième volet se concentre sur l'improvisation libre. MIND Vol. 4: Pass comprend des chansons art pop dans la tradition de Peter Gabriel et Kate Bush alternant avec des intermèdes de soundpainting.
En 2005, MIND Vol. 5 - The Observatory est publié en format DVD contenant une performance complète du quatrième volet, fusionnant avec des morceaux antérieurs parfaitement intégrés. La chanteuse et guitariste invitée, Mariette Hansson, a écrit quatre morceaux pour l'intro et en prime, orchestrés par Mats Johansson et publiés plus tard dans l'EP Songs from the Observatory.
En 2017, ils publient un nouvel album intitulé Off the Radar au label Ataraxia. Un second album nommé "Colours Not Found In Nature" est publié avec Steve Hogarth au chant.
En janvier 2018, ils sont annoncés pour le Night of the Prog Festival avec Big Big Train et Steve Hogarth. Ils y jouent en mai.
En 2019, Isildurs Bane s'associe à Peter Hammill au chant et sort l'album "In Amazonia", très favorablement accueilli par les critiques. 

## Membres
- Kjell Severinsson - batterie
- Jan Severinsson - flûte, violon
- Mats Nilsson - guitare, chant
- Ingvar Johansson - basse
- Bengt Johnsson - claviers
- Dan Andersson - guitare, hautbois

## Discographie
- 1984 : Sagan om den Irländska älgen/Sagan om ringen
- 1987 : Sea Reflections/Eight Moments of Eternity
- 1987 : Cheval-Volonté de Rocher
- 1987 : The Voyage – A Trip to Elsewhere
- 1993 : Lost Eggs
- 1996 : The Zorn Trio plays Mats Johansson
- 1997 : MIND Vol. 1
- 2001 : MIND Vol. 2: Live
- 2003 : MIND Vol. 3, Isildurs Bane & Metamorfosi Trio
- 2003 : MIND Vol. 4: Pass
- 2004 : MIND Vol. 5: The Observatory
- 2005 : Songs from the Observatory
- 2017 : Off the Radar
- 2017 : Colors Not Found In Nature, Isildurs Bane & Steve Hogarth
- 2019 : In Amazonia, Isildurs Bane & Peter Hammill
- 2021 : In Disequilibrium, Isildurs Bane & Peter Hammill
- 2024 : The Pearl of Ever Changing Shell, Isildurs Bane & Jinian Wilde